# Comtat d'Étampes
El comtat d'Étampes fou una jurisdicció feudal de França.
Inicialment possessió d'un comte (comitatus Stampensis) del ducat de França, el primer esmentat és Marchis, vers el final del segle ix, que va morir sense successió masculina i va passar a una filla, que es va casar amb un tal Guiu, amb el que no devia tenir fills, perquè el comtat va passar a la corona. Després hi va haver vescomtes al segle xi.
Al segle xii era una senyoria i apareix un senyor de nom Joan, que es va casar amb Eustàquia filla de Felip I de França. El 1240 la senyoria fou donada a Blanca de Castella retornant a la corona el 1252 que el 1270 la va donar a Margarida de Provença que la va tenir fins al 1295. El 1307 la corona (Felip III de França) la va cedir al seu fill Lluís de França (Lluís d'Evreux). Fou pairia el 1327. Lluís III de França la va reconèixer a Carles d'Etampes (o Carles d'Evreux, fill de Lluís d'Evreux), que va morir el 1336 i el va succeir el seu fill Lluís II d'Evreux, mort el 1400. El 1381 es va produir una venda a Lluís d'Anjou (Lluís III d'Etampes) i el 1384 a Joan (II) de Berry que va perdre el domini útil el 1387 a mans de Felip l'Agosarat duc de Borgonya que el va conservar fins al 1401 quan ja mort Lluís va retornar a Joan de Berry per un acord. Joan de Berry l'havia promès al duc de Borgonya però va anul·lar l'acord el 1407 quan fou assassinat el duc d'Orleans. Els borgonyons van ocupar Étampes el 1411 però els francesos el van recuperar. Joan va morir el 1416, i d'acord amb el que s'havia establert i signat, el comtat havia de passar a Joan (II) de Nevers, fill de Felip l'Agosarat però la corona va confiscar el feu. Joan (III) Sense Por de Borgonya (1416-1419) i el seu fill Felip el Bo (1419-1434), van reclamar el comtat continuadament fins al 1434.
Carles VII de França el va cedir el 1421 a Ricard I (duc de Bretanya fill de Joan IV de Bretanya)) en recompensa pels servicis fets, fins a la seva mort el 1438 i després al seu fill Francesc II (després duc de Bretanya). La corona va iniciar un procés d'embargament el 1457 i el 18 de març de 1478 va confiscar el comtat i el va cedir a Joan de Foix (fill de Gastó IV de Foix i Bearn) cunyat de Lluís XII de França. Van seguir el seu fill Gastó (1500-1512) fins a la seva mort el 1512 en què va tornar a la corona.
Al cap de poc temps el rei el va cedir a Anna de Bretanya (la muller de Lluís XII de França) (1513-1514) i després a la seva filla Clàudia (1514-1524) esposa de Francesc I de França; el 1515 va passar a Artur Gouffier (1515-1518) per retornar a Clàudia fins a la seva mort el 1524 en què va passar a la corona que el va cedir a Joan de la Barre (1524-1534).
Retornat a la corona fou erigit en ducat el 1536 i cedit als consorts Anna de Pisseleu de Helli (amant del rei) i el seu marit Joan de Brosse. El 1553 va passar a Diana de Poitiers (una altra amant del rei) i Luis de Bresse (1553-1559) i va tornar a la corona fins al 1562, en què fou retornat a Anna de Pisseleu de Helli i al seu marit Joan de Brosse, mort el 1564. Anna va restar sola fins a la seva mort el 1576. En aquest any fou cedida a Joan Casimir del Palatinat fins al 1578, en què fou empenyorat a la duquessa de Montpensier fins al 1882. Llavors va passar a Margarida de Valois fins al 1598 en què la corona el va cedir a Gabriela d'Estrées, amant d'Enric IV de França, que va morir el 1599.
El 1599 fou cedit al seu fill bastard Cèsar duc de Vendôme, casa a la que va restar fins al 1712 amb Lluís II de Vendôme (1665-1669), i Lluís III Josep (1669-1712) a la mort del qual va tornar a la corona i ja no se'n va separar.

## Llista de senyors, comtes i ducs
- Roscelí d'Étampes.
- Marc (Marchis), (fill) vers 1094
- Hervé (fill), vers 1108-1109, mort jove, regència de Guy
- Guy de Méréville, gendre de Marc, 1109-1129, casat amb la filla Letuisa o Liesa o Letícia
- A la corona 1129-1240
- Blanca de Castella, 1240-1252, reina de França
- A la corona 1252-1272
- Margarita de Provença 1272-1295, reina de França
- A la corona 1295-1298
- Lluís I de França (Lluís d'Evreux) 1298-1319, fill de Felip III de França
- Carles I d'Evreux 1319-1336 (fill)
- Lluís II d'Evreux 1336-1400
- Joana de Birene, esposa, ven la nua propietat 1384
- Joan I de Berry, nua propietat 1384-1387
- Felip l'Agosarat de Borgonya 1387-1400 pacta la cessió de drets
- Joan I de Berry (segona vegada) 1400-1412 (nominal fins al 1416)
- Felip l'Agosarat de Borgonya, adquisició dels drets per Joan II de Nevers 1401-1407, anul·lació de l'acord el 1407, ocupació militar 1411-1412
- A la corona francesa per confiscació 1412-1416; per dret 14116-1421
- Joan III Sense Por 1416-1419 (pretendent)
- Felip el Bo 1419-1434 (pretendent)
- Ricard I de Bretanya 1421-1438 (fill de Joan IV de Bretanya)
- Joan de Nevers o Joan de Borgonya 1434-1478, per intercanvi (comte d'Étampes i Eu)
- Francesc II de Bretanya 1438-1478, (embargament des de 1457)
- A la corona 1457-1478
- Joan IV de Foix 1478-1500 (fill de Gastó IV de Foix-Bearn)
- Gastó de Foix-Étampes 1500-1512 (fill (duc de Nemours)
- A la corona 1512-1513
- Anna I de Bretanya 1513-1514 (esposa de Lluís XII de França)
- Clàudia de França 1514-1515 (filla)
- Artur Gouffier 1515-1518
- Clàudia de França (segona vegada) 1518-1524
- Joan V de la Barre 1524-1534
- A la corona 1534-1536
- Anna II de Pisseleu de Helli 1536-1553 (amant del rei Francesc I de França) (+1580) primera duquessa
- Joan VI de Brosse comte de Penthievre 1534-1553 (marit) (+1564) primer duc
- Diana de Poitiers 1553-1559 (+1566) (amant d'Enric II de França)
- Luis III de Bresse (Breze) 1553-1559 (marit)
- A la corona 1559-1562
- Anna II de Pisseleu de Helli 1562-1564 (segona vegada)
- Joan VI de Brosse comte de Penthievre 1562-1564 (segona vegada)
- Anna II de Pisseleu de Helli 1564-1576 (sola)
- Joan Casimir del Palatinat 1576-1578 (fill de l'elector palatí)
- Caterina de Guisa, duquessa de Montpensier (empenyorat) 1578-1582
- A la corona 1582
- Margarita de Valois 1582-1598
- Gabriela d'Estrees 1598-1599 (amant del rei Enric IV)
- Cèsar de Vendôme 1599-1665 (fill d'Enric IV i Gabriela)
- Lluís IV de Vendôme 1665-1669
- Lluís V Josep de Vendôme 1669-1712
- A la corona 1712-1789